# RAF Coningsby
RAF Coningsby è un aeroporto militare della Royal Air Force britannica situato nel Lincolnshire, in Gran Bretagna.

## Storia

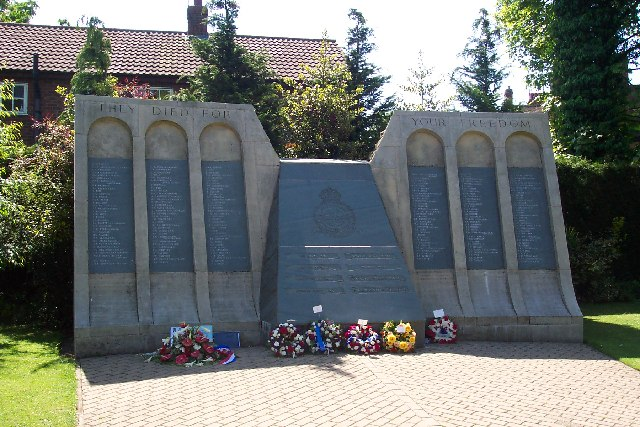
Monumento al 617 Squadrone presso Woodhall Spa, a nord della base

Aperta nel 1940, durante seconda guerra mondiale ha ospitato il 617 Squadrone, i famosi Dambusters (distruttori di dighe), che distrussero tra l'altro il viadotto di Bielefeld e affondarono la corazzata tedesca Tirpitz.

## Operatività

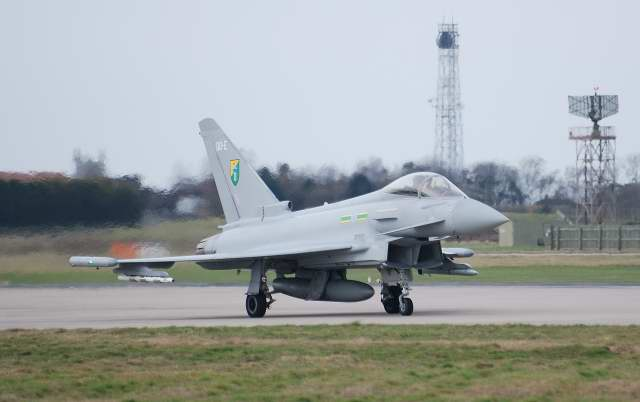
Un Typhoon durante il decollo fotografato nel 2008

La base ospita a tutto il 2013 il 41º Squadrone (Test and Evaluation), cioè il reparto cheeffetua valutazioni operative sui nuovi velivoli, il 29º Squadrone (Operational Conversion Unit), che prepara i piloti a volare su nuovi mezzi, ed il 3º Squadrone, la prima unità ad aver utilizzato gli Eurofighter Typhoon nelle versioni FGR4 (Fighter/Ground attack/Reconnaisance - caccia, attacco al suolo e ricognizione) e T3. L'11º Squadrone è stato riposizionato nella base e convertito ai Typhoon nel 2006.
Da giugno 2007 i Typhoon del 3º Squadrone sono diventati parte integrante della difesa aerea del Regno Unito insieme alle unità ospitate a RAF Leeming, vicino a Northallerton nel North Yorkshire, e RAF Leuchars vicino a St Andrews, in Scozia; queste ultime equipaggiate con i caccia Tornado F3.
La base ospita anche il 121° Expeditionary Air Wing della RAF.